# ناحیه الجانودیه
ناحیه الجانودیه (به عربی: ناحیة الجانودیة) یک ناحیه در سوریه است که در منطقه جسرالشغور واقع شده‌است. ناحیه الجانودیه ۱۹٬۶۴۲ نفر جمعیت دارد.